# بيتر ميرفي (لاعب كرة قدم بريطاني)
بيتر ميرفي (بالإنجليزية: Peter Murphy)‏ (13 فبراير 1990 بليفربول في المملكة المتحدة - ) هو لاعب كرة قدم بريطاني في مركز الدفاع. لعب مع نادي أكرينغتون ستانلي وويكمب وندررز وPrescot Cables F.C. ‏.

## وصلات خارجية
- بيتر ميرفي على موقع قاعدة بيانات كرة القدم.إي يو (الإنجليزية)
- بيتر ميرفي على موقع Soccerbase.com (لاعب) (الإنجليزية)